# Fulvio Accialini
Fulvio Accialini (* 1952 in Mailand) ist ein italienischer Filmwirkender.

## Leben
Accialini begann als Kritiker und Filmjournalist; er arbeitete für verschiedene Zeitschriften und schrieb mit Lucia Coluccelli 1979 ein Buch über Paolo und Vittorio Taviani. Ebenfalls mit Coluccelli war er Autor, Editor und Regisseur des Filmes Le nuvole sotto il cuscino im Jahr 1991. Alleinverantwortlich entstand ein Buch
über Marco Ferreri.